# Златитрап
Златитрап е село в Южна България. То се намира в община Родопи, област Пловдив.

## География
Село Златитрап се намира на 3 км от град Пловдив. Съседните села са Брестовица, Оризари и Кадиево. ЖП гара „Тодор Каблешков“ е разположена в единия край на селото, и е на железопътната линия София-Пловдив.

## Население
Численост на населението според преброяванията през годините:
| \| Година на преброяване \| Численост \| \| --------------------- \| --------- \| \| 1934 \| 419 \| \| 1946 \| 546 \| \| 1956 \| 703 \| \| 1965 \| 1044 \| \| 1975 \| 1388 \| \| 1985 \| 1435 \| \| 1992 \| 1439 \| \| 2001 \| 1392 \| \| 2011 \| 1318 \| \| 2021 \| 1398 \| |           |
| Година на преброяване | Численост |
| 1934 | 419       |
| 1946 | 546       |
| 1956 | 703       |
| 1965 | 1044      |
| 1975 | 1388      |
| 1985 | 1435      |
| 1992 | 1439      |
| 2001 | 1392      |
| 2011 | 1318      |
| 2021 | 1398      |

### Етнически състав
Преброяване на населението през 2011 г.
Численост и дял на етническите групи според преброяването на населението през 2011 г.:
|                     | Численост | Дял (в %) |
| Общо                | 1318      | 100.00    |
| Българи             | 821       | 62.29     |
| Турци               | 0         | 0.00      |
| Цигани              | 4         | 0.30      |
| Други               | 6         | 0.45      |
| Не се самоопределят | 487       | 0.30      |
| Неотговорили        | -         | 36.64     |

## Обществени институции
- ЖП Гара „Тодор Каблешков“ с изграден Интермодален Терминал Пловдив и представителство на Пловдивска митница
- Народно Читалище „Христо Ботев“
- Детска Градина „Първи Юни“
- Детска кухня (пункт за раздаване на храна) за деца от 1 до 3 години
- Черквата „Света Марина“ - осветена е през 2008 година от Пловдивски митрополит Николай.[5]
- Пенсионерски клуб "Здравец"

## Редовни събития
- Сирни заговезни — един от характерните празници, които се провеждат ежегодно в селото, е кукерският празник ден преди Сирни заговезни. Началото на тази традиция е поставено през 1989 г. и продължава и до днес. Празненството започва с кукерско шествие, по време на което кукерите преминават през всеки дом и гонят злото. Кукерската група завършва обиколката си в центъра на селото, където е посрещана от оркестър изпълняващ българска народна музика. Веселбата продължава до късно вечерта и на нея присъстват кукери, местното население и много гости.
- Лазаровден - ежегодна традиция в селото е провеждането на Обичая "Лазаруване". Всички млади момичета от селото обикалят по къщите в събота - седмица преди Великден, за да предвестят идващата пролет и да наричат за здраве и берекет през цялата година, както повелява традицията!
- На 24 май в читалището на селото се организира празник по случай Денят на Славянската писменост. в който участват танцовите състави към читалищетото.
- Св. Мъченица Марина – всяко лято се отбелязва празникът на селото със събор, който е свързан с християнския празник Света Мъченица Марина. Съборът се организиза съботата преди или след датата на празника, в зависимост от близостта на точната дата. Традицията е съборът да представлява култово мироприятие с много забавления, музика и игри.